# Cerro Mamotreto
El cerro Mamotreto es una montaña de 500 metros de altura, que se encuentra al este del monte Carroll y 1,5 kilómetros al oeste del Pico Pirámide, al sur de la bahía Esperanza, en el extremo noreste de la península Antártica. Se encuentra junto a las nacientes del glaciar Kenney.

## Historia y toponimia
Fue descubierto por un grupo que acompañaba a Johan Gunnar Andersson en la Expedición Antártica Sueca de 1901-1904, que pasó el invierno en la bahía Esperanza en 1903. Fue cartografiada en 1945 y 1955 por el British Antarctic Survey y nombrado en relación con el cercano pico Pirámide, debido a que por la similitud en la forma, este cerro ha sido identificado erróneamente en varios mapas como pico Pirámide. Su nombre en idioma inglés es la palabra «Pyramid» al revés.

## Geología
Sus rocas son dioritas datadas en el período Cretácico. Se tratan de rocas plutónicas andinas.

## Reclamaciones territoriales
Argentina incluye al cerro en el departamento Antártida Argentina dentro de la provincia de Tierra del Fuego, Antártida e Islas del Atlántico Sur; para Chile forma parte de la comuna Antártica de la provincia Antártica Chilena dentro de la Región de Magallanes y de la Antártica Chilena; y para el Reino Unido integra el Territorio Antártico Británico. Las tres reclamaciones están sujetas a las disposiciones del Tratado Antártico.
Nomenclatura de los países reclamantes: 
- Argentina: Cerro Mamotreto[4]
- Chile: ¿?
- Reino Unido: Dimaryp Peak[3]